# Mark Atkins (Fußballspieler)
Mark Nigel Atkins (* 14. August 1968 in Doncaster) ist ein ehemaliger englischer Fußballspieler. Als kampfstarker Mittelfeldspieler, der anfänglich und auch später gelegentlich als rechter Außenverteidiger eingesetzt wurde, gewann er 1995 mit den Blackburn Rovers die englische Meisterschaft. Dabei wurde nachträglich sein Stellenwert in der öffentlichen Wahrnehmung häufig unterschätzt und David Batty mit seiner Position in der Meisterelf verbunden, der zu diesem Zeitpunkt jedoch langzeitverletzt war. Unmittelbar nach dem großen Erfolg setzte Atkins seine Laufbahn bei kleineren Klubs fort, wechselte danach ins Trainerfach und war in dieser Funktion von November 2008 bis Oktober 2014 beim unterklassigen Matlock Town beschäftigt.

## Profikarriere

### Scunthorpe United (1986–1988)
Atkins kam in seiner Geburtsstadt Doncaster erstmals an der Hatfield High School in Kontakt mit dem organisierten Fußballspiel. Ab September 1983 war er offiziell Teil der Jugendarbeit von Scunthorpe United und ab Juli 1986 im Kader der Profimannschaft, die damals in der vierthöchsten englischen Spielklasse aktiv war. Bereits vor seinem formalen Sprung in den Erwachsenenbereich hatte er im Alter von nur 16 Jahren seinen Einstand in der ersten Mannschaft gegeben und vor seinem 20. Geburtstag insgesamt 66 Meisterschafts- und Pokalspiele für den Klub absolviert. Als talentierter rechter Außenverteidiger gelangte er somit auf so manchem Notizzettel eines höherklassigeren Klubs und im Juni 1988 zog es ihn zu den Blackburn Rovers für eine Ablösesumme von 45.000 Pfund in die zweite Liga.

### Blackburn Rovers (1988–1995)
Blackburns damaliger Trainer Don Mackay fand in Atkins den gewünschten Ersatz für den zu Aston Villa abgewanderten Chris Price und in nicht weniger als 57 Pflichtspielen der Saison 1988/89 bis hin zur Play-off-Finalniederlage gegen Crystal Palace (3:1, 0:3) war er auf der rechten Abwehrseite auf Anhieb Stammspieler. Auch im folgenden Jahr verpasste er lediglich fünf Spiele in Diensten der „Rovers“, bevor er erstmals in der Saison 1990/91 mit sportlichen Rückschlägen zu kämpfen hatte. Der Klub fand sich unverhofft im Abstiegskampf wieder und auch Atkins’ Leistungen ließen die vormalige Konstanz vermissen. Kurz nach Beginn der Spielzeit 1991/92 übernahm Tony Parkes für gut einen Monat das Traineramt und unter seiner Regentschaft wechselte Atkins ins zentral-defensive Mittelfeld. Als dann Kenny Dalglish im Oktober 1991 endgültig Mackays Nachfolge antrat, behielt Atkins diese Position. Als Anforderungsprofil galt für ihn primär vor der Abwehrreihe im hinteren Spielfelddrittel Löcher zu stopfen, dazu aber auch seine Torgefährlichkeit bei Offensivvorstößen auszunutzen. Trotz seiner nicht übermäßig vorhandenen technischen Fertigkeiten war er in dieser Rolle ein wichtiger Faktor im letztlich erfolgreichen Aufstiegskampf und vor allem im Playoff-Finale 1992 gegen Leicester City erhielt er positive Kritiken.
Als die Blackburn Rovers in der neu geschaffenen Premier League sich zu etablieren begannen und eine Reihe hochkarätiger Neuverpflichtungen tätigten, wurde Atkins häufiger zum Ergänzungsspieler degradiert, aber ausgerechnet in der Saison 1994/95 – nach dem Gewinn der Vizemeisterschaft – war er aufgrund der Langzeitverletzung von Nationalspieler David Batty wieder in der Stammelf. Mit 34 Ligaeinsätzen und sechs Toren trug er somit wesentlich zum Gewinn des Premier-League-Titels bei und fügte sich kurz vor Saisonende nach der Rückkehr von Batty wieder klaglos in die Ersatzspielerrolle. Nach vier Ligapartien als „Joker“ zu Beginn der Saison 1995/96 wechselte er für eine Million Pfund zu den Wolverhampton Wanderers und damit zurück in die zweite Liga.

### Wolverhampton Wanderers (1995–1999)
Die Debütsaison bei den „Wolves“ verlief für Atkins wechselhaft. Gleichsam im Mittelfeld sowie in Innen- und Außenverteidigung eingesetzt, war sein Status in der Mannschaft lange unklar. Nach einer 0:3-Niederlage gegen Grimsby Town sortierte ihn Trainer Mark McGhee dann zunächst aus, ließ ihn dann aber in fünf den letzten acht Meisterschaftspartien wieder auflaufen. In einer Fünfer-Abwehrreihe nahm Atkins in der Saison 1996/97 zunächst die Rolle des Ausputzers wahr. Als Trainer McGhee im Januar 1997 zu einer Viererkette zurückkehrte, verlor Atkins zunächst seine Position in der Abwehr, nur um kurze Zeit darauf in verschiedenen Funktionen – zumeist jedoch wieder im zentral-defensiven Mittelfeld vor der Verteidigung – zurückzukehren.
Zu Beginn der anschließenden Spielzeit 1997/98 vertrat er Keith Curle als Mannschaftskapitän während dessen Verletzungspause von acht Spielen und sportlich wechselte er von seiner anfänglichen Position im Mittelfeld in die (für ihn ungewohnte) Innenverteidigung, danach auf die Außenbahn und dabei auch zweimal in die gleichsam ungewohnte Linksverteidigerrolle, bevor ihn McGhee wieder im zentralen Mittelfeld aufstellte. In seinem letzten Jahr in Wolverhampton agierte Atkins zunächst in der Reservemannschaft und weiteres Ungemach drohte, als er sich dort in einem Spiel vermeintlich das Kreuzband riss. Früher als befürchtet kehrte er im Oktober 1997 gegen den FC Portsmouth als Rechtsverteidiger zurück und ab Dezember 1997 vertrat er Kevin Muscat, der dann kurze Zeit darauf auf die linke Seite wechselte. Atkins zeigte noch einmal in 13 aufeinander folgenden Ligapartien seine Zuverlässigkeit, wurde aber nach dem Ende der Vertragslaufzeit im Sommer 1999 mit keinem neuen Kontrakt ausgestattet.

### Karriereausklang (1999–2003)
Bei der Suche nach einer Folgebeschäftigung waren zunächst der FC Walsall und Sheffield United im Gespräch, bevor es Atkins zum frisch in die vierte Liga abgestiegenen York City zog. Dort kam er auf Basis eines kurzfristigen Vertrags vor der Abwehrkette in zwölf Liga- und Pokalspielen zum Einsatz und im November 1999 stellte ihn der Klub bereits wieder frei. Nur eine Woche später kehrte er in seine Heimatstadt Doncaster zurück, wo er fortan für die in der Football Conference spielenden Rovers die Fußballschuhe schnürte. Dort absolvierte er bis kurz vor Ende der Saison 2000/01 insgesamt 45 Ligaspiele und betreute den Klub gegen Abschluss der Spielzeit 1999/2000 einen Monat als Interimstrainer. Zurück in die Profifußballwelt kehrte er Ende März 2001, als ihn die Doncaster Rovers an den Viertligisten Hull City ausliehen. In der Mannschaft von Brian Little, die um den Aufstieg in die Drittklassigkeit kämpfte, war Atkins an der Seite von Gary Brabin in der Mittelfeld-Schaltzentrale und als der ersehnte Aufstieg ausblieb, ließen die „Tigers“ den erfahrenen Leihspieler wieder ziehen.
Im Juli 2001 heuerte ihn Kevin Ratcliffe als Trainer des Viertligisten Shrewsbury Town an, um seiner jungen Mannschaft Erfahrung und Stabilität zu verleihen. Obwohl sich Atkins nun offensichtlich im Herbst seiner Karriere befand, war er bei den „Shrews“ dauerpräsent und schoss im Dezember 2001 gegen Halifax Town sogar zwei Tore. Auch in seinem zweiten Jahr war er ein Schlüsselspieler, der zeitweise in der Innenverteidigung aushalf und mit dem Klub bis in die vierte Hauptrunde des FA Cups einzog. Erst eine schwere Knieverletzung in der Rückrunde sorgte für einen entscheidenden Rückschlag und in seiner Abwesenheit gewann die Mannschaft nur noch zwei der letzten 23 Pflichtspiele. Zum Ende seines im Sommer 2003 auslaufenden Vertrags übernahm er für kurze Zeit nach dem Rücktritt von Ratcliffe das Cheftraineramt.
Letzte Stationen als aktiver Fußballer waren ab Juli 2003 Harrogate Town und zwischen Juli 2005 und Mai 2007 Stalybridge Celtic; bei zuletzt genanntem Klub war er gleichsam mit Traineraufgaben betraut. Die erste hauptamtliche Cheftrainertätigkeit nahm Atkins im November 2008 bei Matlock Town in der Northern Premier League an. Atkins führte den Klub zum Sieg des Derbyshire Senior Cups im Jahr 2010, nach einem schwachen Start in die Saison 2014/15 trat er im Oktober 2014 von seinem Trainerposten zurück.

## Titel/Auszeichnungen
- Englische Meisterschaft (1): 1995